# Les Valseuses
Pour plus de détails, voir Fiche technique et Distribution.
Les Valseuses est une comédie noire et érotique française écrite et réalisée par Bertrand Blier, sortie en 1974. Il s'agit d'une adaptation de son roman éponyme qui fut un succès éditorial en 1972.
Deuxième long-métrage de fiction réalisé par Bertrand Blier après Si j'étais un espion (1967), cette comédie de mœurs au ton provocateur et subversif raconte l'histoire de Jean-Claude et Pierrot, deux jeunes marginaux qui entraînent Marie-Ange, une shampouineuse, dans leur cavale à travers la France. Le trio principal est incarné par Gérard Depardieu, Patrick Dewaere et Miou-Miou dans leurs premiers rôles importants au cinéma. Les autres personnages notables sont incarnés par Jeanne Moreau, Brigitte Fossey et, dans l'un de ses premiers rôles, Isabelle Huppert.
Le film sort en salles le 20 mars 1974 frappé d'une interdiction aux mineurs et malgré un mauvais accueil des critiques, Les Valseuses remporte cependant l'adhésion du public, avec plus de trois millions de spectateurs en France lors de sa première exploitation en salles. Le triomphe des Valseuses permet à Bertrand Blier ainsi qu'à Gérard Depardieu, Miou-Miou et Patrick Dewaere de se faire connaître après du grand public.

## Synopsis
Dans la France des années 1970, Jean-Claude et Pierrot sont deux voyous qui tuent le temps comme ils peuvent en commettant des larcins. Après avoir harcelé une dame avec un chariot de supermarché et lui avoir volé son sac, ils « empruntent » une DS pour faire un tour, puis la replacent à l'endroit même où ils l'avaient dérobée. Le propriétaire, patron d'un salon de coiffure, les surprend à leur retour et les menace avec un revolver en attendant l'arrivée de la police. Jean-Claude et Pierrot parviennent à s'enfuir, mais ce dernier est blessé à l'entre-jambe par un coup de feu. Dans leur fuite, ils emmènent Marie-Ange, l'employée et maîtresse du patron du salon de coiffure et se réfugie chez Carnot, un garagiste crapuleux. N'ayant pas d'argent pour changer de voiture, Jean-Claude lui propose de l'échanger contre la DS et Marie-Ange qui accepte sans broncher. 
Après que l'entrejambe de Pierrot ait été soigné et que Jean-Claude en ait profité pour faire les poches au chirurgien, les deux amis retournent chez Carnot qui se plaint de Marie-Ange, frigide. Pierrot décide de se venger du coiffeur en lui rendant sa DS en ayant pris soin de lui scier la roue. Après avoir déposé Marie-Ange et la voiture, les deux compères partent en balade et finissent par embarquer dans un train. Là, Jean-Claude propose à une femme qui accepte contre rémunération de donner le sein à Pierrot. Les deux amis échappent à nouveau à la police en prenant un train pour une station balnéaire où ils squattent une maison inoccupée. Pierrot est néanmoins irritable car il n'arrive plus à bander depuis son accident et Jean-Claude en profite pour le violer. 
S'ennuyant de plus en plus dans la ville déserte et n'ayant plus d'argent, ils finissent par retourner chez Marie-Ange qui les accueille mais Pierrot déchante en apprenant que le coiffeur a revendu sa DS. Sur ce, Pierrot puis Jean-Claude lui font l'amour sans arriver à la faire jouir. Elle les aide alors à faire la caisse du magasin de coiffure mais éclate de colère en comprenant que les deux hommes se fichent d'elles et finit ligotée à une chaise. Dans leur quête de trouver une "vieille" femme qui les satisferaient sexuellement, Jean-Claude propose qu'ils se rendent dans une prison pour femmes. Ils trouvent leur réconfort dans les bras de Jeanne Pirolle qui vient d'être libérée après 10 ans d'emprisonnement et accepte de coucher avec eux sans savoir qu'elle est dépressive. Après une nuit d'ébats dans un hôtel, Jeanne se suicide et les deux hommes fuient par peur d'être accusés de meurtre. Ils retournent chez Marie-Ange qui les accueille à nouveau. 
Voulant savoir davantage qui elle était, Jean-Claude et Pierrot décident de prendre sous leurs ailes Jacques, son fils, qui vient lui aussi de sortir de prison et l'accueillent dans une petite maison qu'ils occupent avec Marie-Ange. Contre toute attente, c'est avec lui qu'elle décroche un orgasme ce qui les rend furieux. Jacques leur propose de braquer des retraités qu'il connait mais l'affaire est un prétexte pour tuer un homme et Jean-Claude et Pierrot s'enfuient avec l'aide de Marie-Ange. Les trois compagnons changent plusieurs fois de voiture pour brouiller les pistes mais Pierrot voit que lui et Jean-Claude sont accusés de meurtre (l'homme était gardien dans la prison d'où sortait Jacques). Marie-Ange refuse de les abandonner et en voulant voler une DS à une famille, les deux hommes comprennent que la fille du couple, Jacqueline, est l'adolescente dont ils ont reniflé le maillot de bain dans la maison qu'ils squattaient. En pleine rebellion contre l'autorité parentale, Jacqueline part avec eux puis est laissée sur une route heureuse d'avoir découvert l'amour. 
À nouveau seuls, les trois amis empruntent un tunnel sans savoir où il débouchera.  

## Fiche technique
- Titre : Les Valseuses

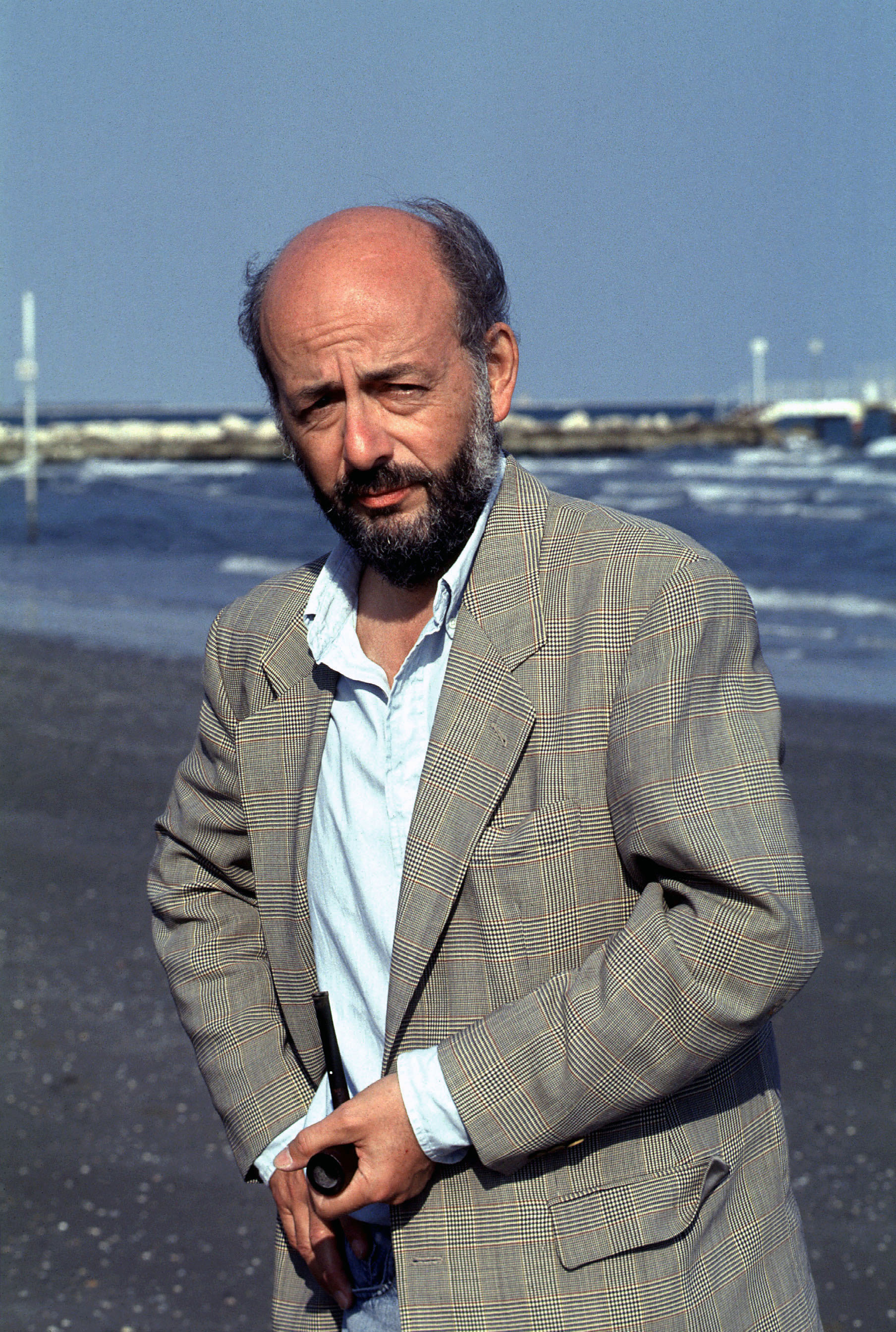
Bertrand Blier (ici à la Mostra de Venise en 1993).

- Réalisation : Bertrand Blier, assisté de Gérard Zingg
- Scénario et dialogues : Bertrand Blier et Philippe Dumarçay, d'après le roman du même nom de Bertrand Blier
- Musique : Stéphane Grappelli
- Décors : Jean-Jacques Caziot et Françoise Hardy
- Costumes : Michèle Cerf
- Photographie : Bruno Nuytten
- Son : Dominique Dalmasso
- Montage : Kenout Peltier
- Producteur : Paul Claudon
- Sociétés de production : C.A.P.A.C., Uranus Productions France et S.N. Prodis
- Sociétés de distribution : S.N. Prodis (distributeur d'origine)[1], AMLF (distributeur ressortie)[2], Studiocanal (distributeur vidéo, depuis 2008)[3]
- Pays d’origine :  France
- Langue originale : français
- Format : couleur (Eastmancolor) — 35 mm — 1,66:1 — son monophonique
- Genre : comédie noire et comédie érotique
- Durée : 117 minutes
- Dates de sortie[4],[5]:
  - France : 20 mars 1974
- Classification CNC[6] : tous publics[a], Art et essai (visa d'exploitation no 41529 délivré le 8 janvier 1991)
- Film classé R aux États-Unis pour le ton sexuel prononcé, un peu de violence et les scènes de nudité
- Affiche : René Ferracci (France)

## Distribution
- Gérard Depardieu : Jean-Claude, un petit voyou, le copain de Pierrot
- Patrick Dewaere : Pierrot, un petit voyou, le copain de Jean-Claude
- Miou-Miou : Marie-Ange, une shampouineuse frigide qui devient la complice et la compagne de Jean-Claude et Pierrot
- Jeanne Moreau : Jeanne Pirolle, une femme sortie de prison qui devient la maîtresse de Jean-Claude et de Pierrot
- Brigitte Fossey : jeune mère assise seule avec son bébé, dans l'autorail
- Jacques Chailleux : Jacques Pirolle, le fils de Jeanne, une petite frappe
- Michel Peyrelon : Bruno, le chirurgien
- Eva Damien : la femme du chirurgien
- Gérard Jugnot : le vacancier au bateau
- Thierry Lhermitte : le voiturier du restaurant
- Dominique Davray : Suzanne (dite « Ursula »), la dame harcelée
- Christian Alers : Henri, le père de Jacqueline
- Christiane Muller : la mère de Jacqueline
- Sylvie Joly : la bourgeoise à la voiture volée
- Rita Maiden : la patronne du restaurant de la plage
- Isabelle Huppert : Jacqueline, la fille d'Henri, en révolte contre l'autorité et le conformisme de ses parents
- Marco Perrin : le vigile du Mammouth
- Jacques Rispal : le  maton tué par Jacques
- Bruno Boëglin : le mari de la femme dans l'autorail
- Gérard Boucaron : Carnot, le garagiste
- Marie Kéruzoré : une cliente du bowling draguée par Jean-Claude et Pierrot
- Michel Pilorgé : l'homme à la moto
- Jean Sylvère : l'homme à la Fiat 600 D
- Claude Vergnes : Merlan, le coiffeur, patron de Marie-Ange
- Gilles Segal : un client du bowling

## Production

### Genèse et développement

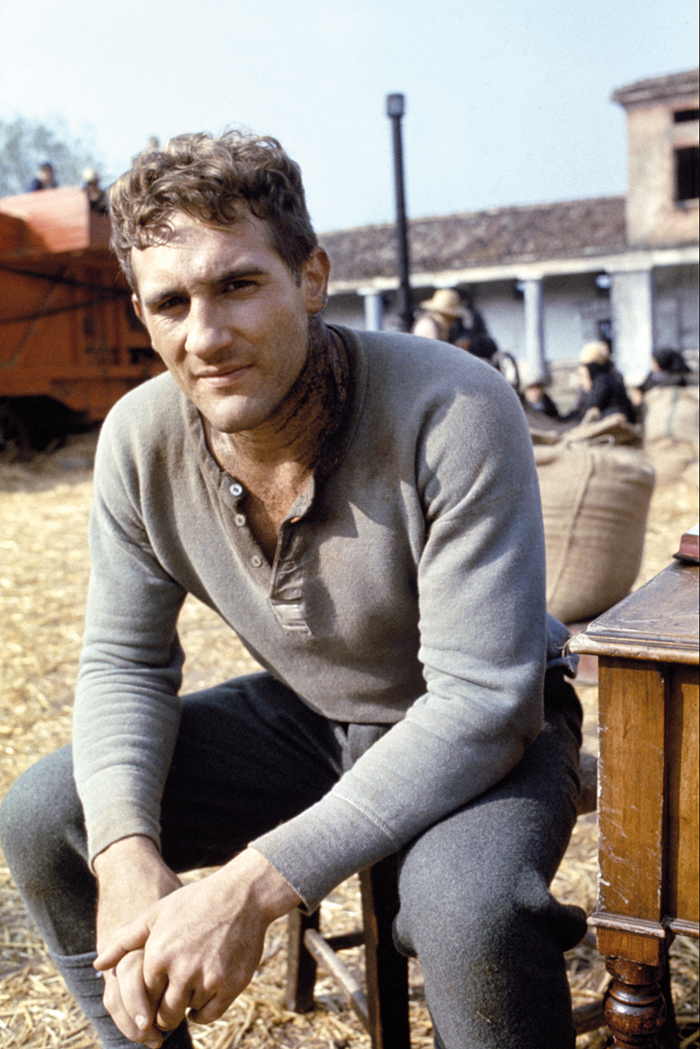
Gérard Depardieu (1976).

Au début des années 1970, Bertrand Blier peine à percer au cinéma. Ancien assistant-réalisateur de Georges Lautner, il réalise un documentaire remarqué Hitler, connais pas (1963), suivi de son premier film de fiction en tant que réalisateur, Si j'étais un espion, dans lequel joue son père Bernard, également acteur récurrent du cinéma de Lautner. Toutefois, le film est un véritable échec en salles à sa sortie en 1967 (plus de 77 000 entrées). Ce n'est qu'en 1970 qu'il retrouve le chemin du grand écran en écrivant le scénario de Laisse aller... c'est une valse pour Lautner. Selon Lautner, avec lequel il se marrait, Blier a un « humour sarcastique, destructeur » et qu'il disait des « bonnes plaisanteries, assez méchantes, plus pernicieuses que celles de [son père] ». Blier lui fait lire le début de ce qui va donner son roman, Les Valseuses. Lautner se propose « tout de suite de le monter », mais Blier veut le garder pour lui et part s'isoler à la montagne à Saint-Gervais pour écrire son roman, s'amusant plus à écrire cinquante pages qu'en ayant travaillé cinq années au cinéma.
En pleine écriture de son projet, Blier entend dire que des scénaristes de Paris ont été appelés par Henri-Georges Clouzot pour écrire ce qui devrait être son dernier film. Blier se rend chez Clouzot et lui raconte son histoire. Néanmoins, le réalisateur du Salaire de la peur se montre sceptique, rétorquant que « les jeunes d'aujourd'hui ne sont pas comme ça ». Peu après cette rencontre, Blier se remet au travail et en parle autour de lui. C'est alors que le représentant de Paramount France prend une option sur les droits, ce qui permet à l'auteur d'aller au bout de son projet. Alors qu'il avait imaginé une histoire à la Série noire et refusant de faire un roman autobiographique, Bertrand Blier prend une autre direction avec son histoire, mais conserve l'idée des deux jeunes voyous. Le roman Les Valseuses sort en 1972 chez Robert Laffont et devient un succès en librairie,. Une semaine après la publication du livre, Blier signe un contrat pour l'adapter au cinéma, avec l'aide de Philippe Dumarçay.

### Choix des interprètes

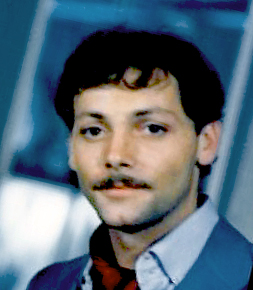
Patrick Dewaere, en 1975.

Pour le choix du trio d'acteurs interprétant les rôles principaux, Bertrand Blier veut un casting idéal et souhaite s'entourer d'acteurs inconnus. Il repère Miou-Miou sur le tournage de Quelques messieurs trop tranquilles et la trouve parfaite pour incarner Marie-Ange,. Le casting de Jean-Claude et Pierrot s'avère toutefois plus difficile, puisque Blier veut un duo « à la Laurel et Hardy » avec un grand et un petit. Pour le rôle de Jean-Claude, Blier veut un « acteur fin, un voyou fragile ». C'est alors que Gérard Depardieu, dont la carrière cinématographique est constituée de seconds rôles, vient de lire le roman et tente de s'imposer auprès de son auteur. Mais Blier trouve que l'acteur ne correspond pas à la vision qu'il a du personnage en raison de son côté « brute ». Néanmoins, Depardieu fait tout pour le convaincre en venant le voir tous les jours au bureau du producteur et le persuader de lui donner le rôle,. Bien que le producteur tente de l'en dissuader, Blier finit par choisir Depardieu. Pour le rôle de Pierrot, Blier fait passer des auditions aux comédiens du Café de la Gare, parmi lesquels Coluche et Patrick Dewaere. Appréciant beaucoup Dewaere, Blier lui fait passer des essais concluants, mais cherche d'autres interprètes, car il trouve l'acteur aussi costaud que Depardieu. La production lui souffle les noms de Francis Huster et Jacques Weber, mais le metteur en scène se tourne vers Coluche, avec lequel il filme une séquence au lit avec Depardieu et Miou-Miou,. Mais peu convaincu par la prestation de Coluche, Blier retourne vers Dewaere et l'engage, persuadé de son talent et de son charisme pour le rôle. C'est même Dewaere qui trouve l'argument pour souligner la différence de taille entre Depardieu et lui, en disant au réalisateur, qui accepte l'idée, qu'il va se mettre derrière l'épaule de Depardieu afin d'« avoir l'air plus petit ». Avant le début du tournage, Dewaere et Miou-Miou prennent la précaution de prévenir Blier du fait qu'ils sont en couple.
Le personnage de Jeanne Pirolle, l'un des rôles secondaires essentiels est confié à Jeanne Moreau, dont la présence au casting permet de rassurer les investisseurs qui ont débloqué l'argent manquant pour monter le film. Au départ, Moreau refuse de jouer dans le film après la lecture du roman, avant d'accepter après avoir lu le scénario. Brigitte Fossey tient le rôle secondaire mais marquant d'une jeune mère dans le train lors d'une scène célèbre du long-métrage. Trouvant le scénario « excellent », elle n'a pas « hésité une seconde » à le faire. Mais, son agent, ayant reçu le script des mains de la jeune actrice, tente vainement de la dissuader de tourner le film, tandis que son père ne lui pardonnera pas d'y avoir joué. De son personnage, Fossey affirme avoir « envie de défendre cette fille car il était marqué dans le scénario, à chaque fois qu'elle ouvrait la bouche, "la fille dit, un peu bête...", "la fille un peu nunuche répond..." », disant trouver « drôlement intéressant de jouer et de défendre une telle fille », car ce genre de filles « ont leur vécu comme toutes les autres ». Pour cela, elle construit son histoire, « son chemin pour en venir à accepter cela alors qu'elle a son bébé », l'imagine « sans un sou pour boucler les fins de mois, en ancienne prostituée qui s'était racheté une conduite en se mariant » et déclare que pour son personnage, « le billet sous le nez, c'est comme l'instrument du démon pour elle ».
Parmi les petits rôles ou figurants, on retrouve également plusieurs acteurs qui deviendront quelques années plus tard des valeurs sûres du cinéma français, tels qu'Isabelle Huppert dans le rôle de Jacqueline, mais aussi Thierry Lhermitte dans le rôle du voiturier du restaurant où le trio vole la voiture d'une cliente, rôle tenu par Sylvie Joly, ou encore Gérard Jugnot dans le rôle d'un vacancier dont la voiture est également volée par le trio.

### Tournage

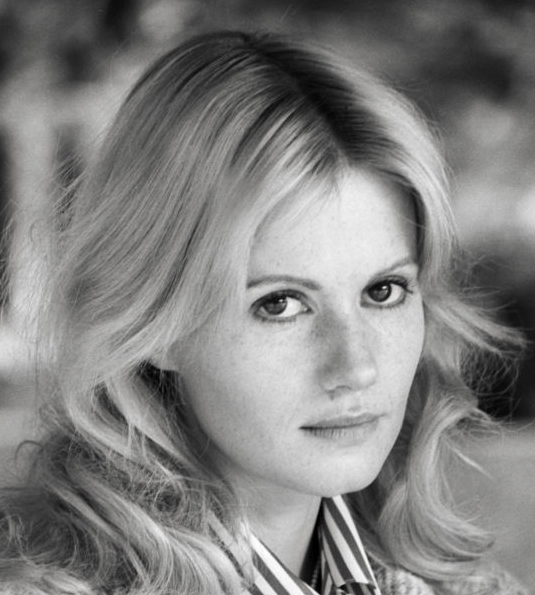
Miou-Miou (en 1976).

Le film est tourné du 16 août au 8 octobre 1973 dans la région de Valence (Drôme), de Rouen (séquence autour de la prison Bonne-Nouvelle), du Touquet, de Stella-Plage (Pas-de-Calais), de Luc-sur-Mer (Calvados), à Caen (séquence à l'entrée du Monoprix), à Guilherand-Granges (séquence du supermarché Mammouth), à Eymeux et à 3 km de l'ancienne route nationale 92 comme indiqué sur le panneau de signalisation pour la scène où Gérard Depardieu déclare : « On est pas bien là » sur la terrasse du café-bar Le Café des Fauries (A.Didier), juste avant que deux gendarmes s'approchent en motocycle et les fassent fuir, (réplique qu'il redit à la fin du film). Dans une remorque XR accouplée à un autorail X 2800 Decauville pour la scène avec Brigitte Fossey, entre Pont-d’Ouche et Veuvey-sur-Ouche, dans la vallée de l'Ouche (scène au bord du canal) ainsi qu'à la prison de Beaune et dans les Hautes-Alpes (au col d'Izoard) pour la scène finale. Néanmoins, le tournage, bien que se passant très professionnellement s'avère être mouvementé. Depardieu et Dewaere, assez « déconneurs », prennent la poudre d'escampette après avoir tourné une scène pendant laquelle ils devaient filer en voiture,. De plus, le comportement incontrôlable des deux acteurs entraîne un retard de deux semaines dans le planning, entraînant une menace de la production d'arrêter le tournage,. Pour la scène où le personnage incarné par Brigitte Fossey se fait téter les seins par celui de Dewaere, l'actrice, qui s'est glissée dans ce rôle, « n'était pas effarouchée », mais Blier se souvient tout de même d'un moment où l'actrice a un peu pris peur, car elle « a eu un petit vertige quand elle s'est retrouvée coincée entre les deux mecs, l'un qui la tétait et l'autre la titillant par derrière ».
Dans un entretien sur le site Allociné en 2014, Brigitte Fossey raconte avoir beaucoup ri durant le tournage de sa scène : « Depardieu et Dewaere étaient deux clowns. C'était difficile de garder son sérieux. Patrick jouait au Café de la Gare, habitué à l'improvisation. Gérard est un improvisateur-né, il invente sa vie, chacune de ses phrases est rabelaisienne, verte, gourmande. Il y avait une surenchère entre eux, ils étaient à mourir de rire et toute l'équipe, même Blier, avait le fou rire. Donc pour tourner cette scène, qui va très vite, on a mis trois jours ». 
Lors de la production d'origine, la fin du film est plus sombre, à l'instar du roman; Jean-Claude, Pierrot et Marie-Ange roulent à bord de la DS. Ils ignorent que ce véhicule a été racheté par les parents de Jacqueline au coiffeur, dont Pierrot veut se venger, et que ce dernier en a fait scier la roue avant droite. Dans cette version initiale, la roue se détache brusquement et la voiture s'écrase dans un ravin, causant la mort des personnages,. Un distributeur américain demande à voir le film. Il l'apprécie beaucoup et veut en acheter les droits pour le marché américain, à la condition de modifier la fin pour la rendre plus heureuse car il trouve les personnages attachants. Blier modifie ainsi le montage final. Les copies d'exploitation destinées à la projection n'étant pas encore tirées, cette version devient officielle, sur le plan mondial. Ainsi, le film se termine en montrant les personnages rouler paisiblement « à la fraîche », jusqu'à ce qu'ils franchissent un tunnel marquant probablement une frontière, laissant la fin à l'imagination du spectateur. Par cette licence poétique et cinématographique, Bertrand Blier évite une fin ouvertement morale et déclare plus tard que finalement le distributeur a eu raison.
Toutefois, à l'époque de la sortie du film, le réalisateur justifie la fin du film en ces termes : « La fin du roman me plaisait, car je la trouvais cinématographique. Une fois tournée, elle m'a semblé bien littéraire pour un film. Alors je l'ai coupée. Chaque spectateur reste libre de donner aux Valseuses la fin qui lui convient. »

### Musique
Dans le livret du CD de la bande originale du film, Bertrand Blier, raconte qu'il avait une idée assez précise de la musique qu'il souhaitait pour son film et concède que la collaboration avec Stéphane Grappelli n'a pas été à la hauteur de ses attentes. Il oppose le plaisir qu'il a eu de travailler avec Georges Delerue sur la BO de Calmos, en 1976, à la déception qu'il a pu ressentir pour sa collaboration avec Grappelli.
Parmi les musiciens crédités au générique figurent le guitariste Philippe Catherine, le contrebassiste Guy Pedersen, le batteur Daniel Humair et le pianiste et organiste Maurice Vander.

### Différences avec le livre
Plusieurs passages du livre, publié en 1972, ne figurent pas dans le film. Des informations supplémentaires sur les personnages sont évoquées dans l'ouvrage : Jean-Claude, 25 ans, s'appelle comme son père Jean-Claude Beau (très bel homme, blouson noir et prisonnier qu'il n'a pas connu), sa mère a eu des parents commerçants en banlieue populaire (magasin de radios, fers à repasser, etc.), se prostitue (elle l'a eu à 16 ans, le père en avait 18). Pierrot est âgé de 20 ans et fait 15 kilos de moins que son ami, il est lui-même né de « mère inconnue ». Marie-Ange, née en 1947, est fille de parents horlogers au Puy, Victoire et Grégoire Bretêche, elle est maigre et a très peu de poitrine ; elle n'a pas vu ses parents depuis 5 ans, entre-temps son père est mort. Pierrot, contrairement au film, est le plus doué au lit et lui aussi sodomise Jean-Claude à un moment de l'histoire. Marie-Ange leur coupe les cheveux courts afin qu'ils ne soient pas reconnus. Ils volent une Porsche.

## Analyse

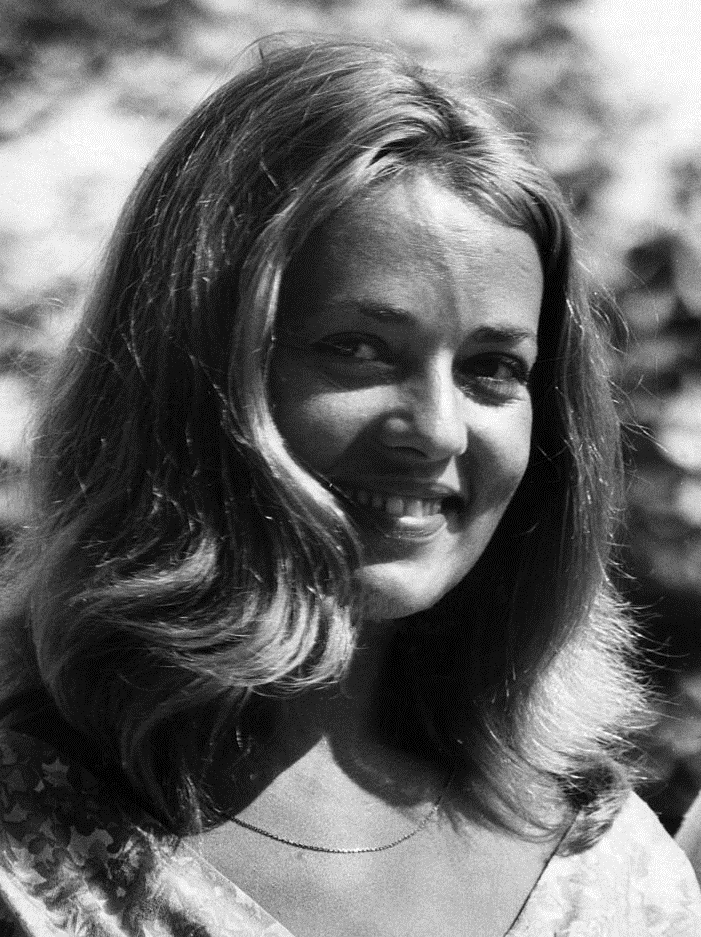
Jeanne Moreau (ici en 1958).

À l'époque de sa sortie et plus encore quelques décennies plus tard, certain médias soulignent le sexisme provocateur du film. Au-delà de la prédation et de la violence physique et sexuelle des hommes sur les femmes — plus particulièrement Marie-Ange et la femme dans le train —, celles-ci s'abandonnent finalement à leurs agresseurs, et finissent par prendre du plaisir avec eux. Après que Jean-Claude et Pierrot l'ont enlevée, livrée à un violeur contre une voiture, et frappée pour avoir pris la parole, Marie-Ange ne leur tient aucune rigueur, les accueille chez elle comme des amis, les laisse coucher avec elle, et les suivra ensuite partout,,. Pour le cinquantenaire du film, le journaliste Éric Neuhoff du quotidien Le Figaro écrit : « Certaines bougies se soufflent en cachette. Sait-on que John Turturro en tira un remake avec Audrey Tautou en 2016, The Jesus Rolls et qu’en 2022, à la Sorbonne Nouvelle, un mémoire de master fut consacré à « Bertrand Blier au temps de la révolution sexuelle » ? Dewaere est mort, Depardieu au bout du rouleau. Blier ne tourne plus. Les beaufs avaient du talent, dans les années 1970. ».
Sorte de road movie à la française, le film ressemble aux deux héros. « Il est le reflet d'eux-mêmes et se nourrit de leurs improvisations. Dans ce dynamitage de l'ordre moral et des tabous de l'époque, ils se sentent chez eux. Ils ne sont pas, au fond, des révolutionnaires, leur conscience politique est plutôt limitée — Mai 68 a glissé sur eux comme un épisode sans consistance —, mais ils incarnent à la perfection la jeunesse du moment, éprise d'un idéalisme confus, courant après un bonheur improbable et la liberté sexuelle ».
La multiplication des scènes de sexe dans le film passe, selon le critique de cinéma Jean-Michel Frodon, avec virtuosité de la blague de potache à la critique visuellement très crue, sinon très neuve, de la « libération des mœurs » : la bisexualité (viol de Pierrot par Jean-Claude), la prostitution occasionnelle, le voyeurisme, la lactation, la différence d'âge (avec Jeanne, puis Jacqueline), le fétichisme des culottes portées, la défloration, et de façon récurrente le triolisme et le partenariat multiple.
Selon le critique de cinéma Gaston Haustrate, bien qu'il soit le symbole d'une époque, le film n'en reste pas moins moderne, et ses reliefs (excès de langage, de comportement, de morale sexuelle ou de philosophie de la vie) « apparaissent bien pour ce qu'ils sont : les masques impudiques d'un désarroi profond. »
Dans ce film générationnel, Bertrand Blier met en lumière le fossé des générations et l'évolution des mœurs depuis mai 68, entre une jeunesse ravie de voir des scènes transgressives et qui se reconnaît un peu dans ces paumés pas méchants pratiquant un sexe décomplexé, et une France encore conservatrice, pompidolienne et bourgeoise, choquée par ce film qui fait scandale. C'est ainsi que la commission de contrôle des films cinématographiques interdit le film aux moins de 18 ans et oblige le maquettiste René Ferracci à ajouter à l'affiche un pan de robe à Miou-Miou afin de lui recouvrir les fesses.

## Accueil

### Sortie
La bande-annonce du film est une parodie des Shadoks avec les mêmes dessins et la voix de Claude Piéplu.

### Accueil critique
Les Valseuses a suscité à sa sortie des critiques virulentes. Jean Domarchi de la revue Écran note dans sa critique : « plût au ciel que ce film relevât de la pornographie pure simple. J'ai vu, pour la circonstance, d'autres films pornos, je dois dire qu'aucun ne m'a paru aussi nauséabond que les Valseuses… », tout en ajoutant que c'est « un film authentiquement nazi »,. Le critique Jean Rochereau du journal La Croix le qualifie de « film d'obsédé sexuel », « décharge publique »,. Louis Chauvet du Figaro reproche au film d'être « encore une histoire de jeunes brigands », se demandant : « le nouveau cinéma ne serait-il pas capable de varier les sujets ? ».
À l'inverse, Gilles Jacob y voit un grand souffle, Jean de Baroncelli décrit dans Le Monde un « film bourrasque auquel on ne résiste pas ». Dans sa critique, Le Point, « miraculeusement Bertrand Blier a trouvé le ton, et nous ravit. Au lieu que le sordide nous empoisse, ces Pieds Nickelés salaces nous mettent l'allégresse au cœur ».

### Box-office
Les Valseuses sort en salles le 20 mars 1974 avec une interdiction aux moins de 18 ans. Lors de sa première semaine d'exploitation, le film prend la quatrième place du box-office avec 106 040 entrées, pour un total de 108 324 entrées depuis sa sortie. La semaine suivante, il parvient à monter en deuxième position avec 182 485 entrées, portant le total à 290 809 entrées. C'est à partir de la troisième semaine d'exploitation que Les Valseuses parvient à se hisser en tête du box-office français avec 189 697 entrées enregistrées à cette période. À ce stade, le long-métrage affiche un résultat de 480 506 entrées. Toujours en tête du box-office après près d'un mois à l'affiche, le film obtient un bouche-à-oreille favorable du public, puisque 735 297 entrées, dont 254 791 entrées en quatrième semaine d'exploitation. Toujours en tête deux semaines plus tard, le film passe le cap du million d'entrées en salles. Au début de mai 1974, il est délogé par L'Arnaque, mais en ayant fait plus de 1 400 000 entrées. Au début de juin 1974, Les Valseuses reprend la deuxième place après avoir été relégué en troisième place, avec près de 2 000 000 entrées, cap qu'il enregistre la semaine suivante, depuis sa sortie.
Malgré une baisse de ses entrées, le film, bénéficiant encore d'un bouche-à-oreille favorable du public, et alors que le film érotique Emmanuelle occupe la tête du box-office français, reste toujours dans le top 10 hebdomadaire durant tout l'été jusqu'au 27 août 1974 avec 2 685 770 entrées. Le film quitte le top 10 la semaine suivante et quitte le top 30 le 29 octobre 1974 avec 2 932 372 entrées. Au 31 décembre 1974, Les Valseuses se hisse à la deuxième place du box-office annuel avec 3 005 083 entrées derrière Emmanuelle (4 621 990 entrées) et à la septième place du box-office de films sortis ou ayant fait l'objet d'une reprise en salles en 1974 avec 3 049 115 entrées.
Le film a fait l'objet de nombreuses reprises en salles : tout d'abord à l'été 1977, puis à l'été 1979, où il passe le cap des quatre millions d'entrées la semaine du 27 juin 1979 après avoir totalisé 556 538 entrées supplémentaires l'année de cette reprise en salles.
Le film ressort en salles peu de temps après le décès de Patrick Dewaere le 16 juillet 1982, ce qui lui permet de  faire son retour dans le top 30 hebdomadaire la semaine suivante en ayant déjà passé le cap des 5 millions d'entrées, atteignant le top 15 la dernière semaine de juillet 1982. Il reste dans le top 30 jusqu'à la mi-septembre 1982. Le film bénéficie d'une reprise en salles en juin 1983 et reste deux semaines dans le top 30 avec un total de 41 868 entrées durant cette période,, ainsi qu'en juillet 1985, où ces derniers résultats lui permettent de franchir le cap des 5 millions d'entrées.
Avec la sortie initiale en salles de 1974 et les reprises en salles qui ont suivis, Les Valseuses totalise 5 726 031 entrées en France, dont 1 759 035 entrées à Paris, devenant ainsi le troisième plus grand succès de l'année 1974 derrière Emmanuelle et Robin des Bois.
Aux États-Unis et au Canada, le film totalise 771 540 $ de recettes.

## Postérité
Sergio Leone a voulu reprendre le trio pour son film de 1975 Un génie, deux associés, une cloche mais seule Miou-Miou a participé à ce western.
En 2007, lors du tournage du film Nos 18 ans, les dialoguistes choisissent de faire prononcer par Arthur Dupont, Pierre Boulanger et Théo Frilet les dernières phrases des Valseuses à la 55e minute : « On n'est pas bien ?… Paisibles, à la fraîche, décontractés du gland ? Et on bandera quand on aura envie de bander… »
Une réédition en DVD est sortie le 23 septembre 2008, éditée par StudioCanal. Une édition blu ray éditée par Orange Studio sort en 2021.
En 2015, lors du tournage du film Libre et assoupi, les dialoguistes choisissent de faire prononcer par Félix Moati les dernières phrases des Valseuses à la 42e minute : « On n'est pas bien, paisibles, à la fraîche, décontractés du gland ? ».
En 2016, John Turturro commence le tournage de The Jesus Rolls, film américain inspiré des Valseuses et sorti en 2019 ; ce long métrage américain a pour vedettes principales, Tuturro lui-même, Bobby Cannavale, Audrey Tautou, Christopher Walken, Jon Hamm, Susan Sarandon et Sônia Braga. Le film est par ailleurs un film dérivé de The Big Lebowski.